# Judith Swinkels
Judith Constance Marie Swinkels (Tilburg, 4 juni 1961) is een Nederlands voormalig politica namens Democraten 66 (D66). Van 3 november 2015 tot en met 22 maart 2017 was zij lid van de Tweede Kamer, waar zij zich bezighield met de portefeuille veiligheid en justitie.

## Opleiding
Swinkels volgde van 1973 tot 1979 de opleiding gymnasium aan het Theresia Lyceum te Tilburg. Daarna studeerde zij van 1979 tot 1984 aan de Rijksuniversiteit Leiden rechten (burgerlijk recht en Europees recht). Zij was lid van de studentenvereniging Minerva. Aan de Universiteit van Cambridge volgde zij een zomercursus Engels recht en liep stage bij de afdeling internationale betrekkingen van de Europese Commissie in Brussel.

## Loopbaan
Van mei 1985 tot juni 1991 was Swinkels advocate (Europees recht en cassatie) in 's-Gravenhage en Brussel en vervolgens was zij tot april 1999 advocate mededingingsrecht in Amsterdam. Van april 1999 tot september 2002 was zij plaatsvervangend hoofd directie Concentratiecontrole van de Nederlandse Mededingingsautoriteit. Zij was van 1 september 2002 tot 1 november 2015 rechter (civiel, team familie en jeugd, handel en strafrecht) bij de (arrondissements)rechtbank in Haarlem.
Bij de Tweede Kamerverkiezingen van 9 juni 2010 stond Swinkels op de elfde plaats van de kandidatenlijst; zij behaalde 2.437 voorkeurstemmen, wat niet voldoende was om gekozen te worden.
Bij de Tweede Kamerverkiezingen van 12 september 2012 stond Swinkels op de veertiende plaats van de kandidatenlijst; zij behaalde 2.151 voorkeurstemmen, wat eveneens niet voldoende was om gekozen te worden. Op 3 november 2015 werd zij als opvolgster van Magda Berndsen geïnstalleerd als lid van de Tweede Kamer en nam meteen de portefeuille veiligheid en justitie van haar over.

## Nevenactiviteiten
- lid medezeggenschapsraad Kennemer Lyceum te Overveen, vanaf 1 januari 2008
- lid klachtencommissie Stichting Hervormde Diaconale Huizen, vanaf 15 mei 2008
- lid ondernemingsraad, rechtbank te Haarlem

## Privé
Swinkels heeft twee kinderen en woont in Heemstede.
- Parlement.com: viehieo4razn